# 마리아론의 역사
마리아론의 역사는 서방교회 중 천주교회에서 중요한 신학적 분야로 다루며, 초대 교회와 보편교회에서 선언한 테오토코스부터 서방교회 공의회에서 선언한 신학적 이론을 정리한 연구이다. 21세기에 이르기까지 성모 마리아에 관한 신학적 발전과 견해를 말한다. 관련된 교육은 주로 신학적 의미 안에서 천주교회 운동이며 성모 마리아와 교회의 관계를 중심으로 한다. 마리아론은 성자의 어머니인 마리아와 관련된 신학의 영역으로써, 신학적으로, 그녀의 삶을 다룰 뿐만 아니라, 시대를 넘어 현대와 고대 기독교에서 일상 생활, 기도, 예술, 음악, 건축에서의 존경심을 다룬다.
역사를 통틀어 서방교회와 천주교회는 축복받은 성모를 기념하기 위해 계속해서 교회와 성당을 세웠다. 오늘날 축복받은 동정녀에게 헌정된 수많은 천주교회가 모든 대륙에 존재하며, 어떤 면에서는 진화하는 건축 양식이 변화와 발달의 전개된 이야기를 말해준다. 천주교 역사를 통틀어 축복받은 성모 마리아의 존경은 성모 마리아와 관련된 수많은 천주교회의 미술 작품을 창작하게 되었다. 오늘날 이러한 항목은 예술적 관점에서 볼 수도 있다.

## 같이 보기
- 성인들의 마리아론
- 교황 비오 9세
- 교황 요한 바오로 2세